# Harry Gregory (cầu thủ bóng đá, sinh năm 1943)
Gordon Harry Gregory (24 tháng 10 năm 1943 – 6 tháng 6 năm 2016) là một cầu thủ bóng đá người Anh từng thi đấu ở vị trí tiền vệ tại Football League.
Gregory mất ngày 6 tháng 6 năm 2016, hưởng thọ 72 tuổi.